# Citrus Springs
Citrus Springs es un lugar designado por el censo (en inglés, census-designated place, CDP) situado en el condado de Citrus, Florida, Estados Unidos. Según el censo de 2020, tiene una población de 10 246 habitantes.

## Geografía
La localidad está ubicada en las coordenadas 28°59′35″N 82°27′34″O / 28.99306, -82.45944. Según la Oficina del Censo de los Estados Unidos, tiene una superficie total de 54.77 km², correspondientes en su totalidad a tierra firme.

## Demografía
Según el censo de 2020, hay 10 246 personas residiendo en Citrus Springs. La densidad de población es de 187.07 hab./km². El 82.93% de los habitantes son blancos, el 4.34% son afroamericanos, el 0.43% son amerindios, el 1.20% son asiáticos, el 0.02% son isleños del Pacífico, el 2.70% son de otras razas y el 8.37% son de una mezcla de razas. Del total de la población, el 11.20% son hispanos o latinos de cualquier raza.